# Phalanta drepana
Phalanta drepana är en fjärilsart som beskrevs av Hans Fruhstorfer 1904. Phalanta drepana ingår i släktet Phalanta och familjen praktfjärilar. Inga underarter finns listade i Catalogue of Life.